# Dudley Fenner
Dudley Fenner vagy latinosan Dudleius Fennerus (Kent, 1558 körül – 1587) angol puritánus protestáns lelkész, teológus, filozófus.

## Életútja
Cambridge-ben végezte felsőfokú tanulmányait, ahol a puritánus Thomas Cartwright követője lett. Miután nyilvánosan megvallotta presbiteriánus nézeteit, tanulmányait félbeszakítva el kellett hagynia a cambridge-i egyetemet. Pár hónapig feltehetően a kenti Cranbrookban volt segédlelkész. Bizonytalan, hogy végül az anglikán egyházban pappá szentelték-e vagy sem.
Cartwrightot követte Antwerpenbe is, ahol áttért a kálvinista hitre, református lelkész lett, és Cartwright lelkipásztori munkáját segítette németalföldi angol gyülekezetekben. Miután 1575-ben Edmund Grindal lett a canterburyi érsek, enyhülés állt be a puritánusokkal való viszonyban, és Fenner visszatért Angliába. 1583-ban Cranbrook káplánja lett, de még ugyanabban az évben felmentették hivatalából, amiért megtagadta az I. Erzsébet királynő egyházak feletti fennhatóságát és az anglikán imakönyv, a Book of common prayer elsődlegességét elismerő nyilatkozat aláírását. Rövid ideig börtönbe is vetették. Kiszabadulását követően visszatért Németalföldra, és hátra lévő életében a middelburgi református egyházközség káplánja volt.

## Munkássága
Teológusi munkásságának legfőbb gyümölcse 1585-ben Amszterdamban megjelent Sacra theologia, sive veritas quae est secundum pietatem című munkája, amely azonban tematikájában túlmutat hit- és erkölcsbéli kérdések taglalásán. Lapjain Fenner gazdaság-, társadalom- és jogfilozófiai kérdésekre is kitér, azzal a teológiai alapozással, hogy mindezen ismeretek egyedüli forrása a Biblia. Mindennek magyar vonatkozása, hogy Apáczai Csere János 1655-ben megjelent Magyar encyclopaediájának köz- és magánerkölcsi, gazdasági, egyház- és államigazgatási fejezeteiben nagyban támaszkodott Fenner művére, de tőle vette át a népen zsarnokoskodó uralkodó meggyilkolásának jogát és az Istennek alávetett polgári társadalom eszméjét is.